# Elisabeth Daur
Elisabeth Aline Dorothea Daur, geborene Dipper (* 26. Februar 1899 in Altenburg (Reutlingen); †  28. Dezember 1991 in Stuttgart) war eine deutsche Friedensaktivistin und Kommunalpolitikerin. Sie engagierte sich friedenspolitisch in der Weimarer Republik unter anderem beim Internationalen Versöhnungsbund, war nach dem Zweiten Weltkrieg Gemeinderätin in Stuttgart und erhielt für ihr gesellschaftspolitisches Engagement das Bundesverdienstkreuz am Bande.

## Leben und Werdegang
Elisabeth Daur, eine Tochter des Pfarrers Eugen Dipper, absolvierte ihre Schulausbildung auf dem Königin-Katharina-Stift und dem privaten Mädchengymnasium in Stuttgart, dem heutigen Hölderlin-Gymnasium. Sie bestand 1918 die Abiturprüfung an einem externen Jungengymnasium. Drei Monate lang unterrichtete sie als Privatlehrerin die drei Söhne Claus, Berthold und Alexander der Familie Stauffenberg.
1919 begann sie als zweite Frau an einer evangelisch-theologischen Fakultät ihr Studium der Theologie in Tübingen, das sie nach einem Jahr abbrach. Sie heiratete 1921 Rudolf Daur und zog mit ihm als Pfarrersfrau nach Reutlingen und 1932 nach Stuttgart. Der 1922 geborene Sohn Fritz Martin starb Weihnachten 1941 im Krieg, ihre Tochter Heidi Renate (1925–2021) heiratete 1950 den Theologen Jörg Zink. Zu den Kindern aus dieser Verbindung und damit Enkeln von Daur zählt die Epidemiologin Angela Zink. Daur trug in hohem Alter ihre Erlebnisse in dem von ihr verfassten Manuskript Erinnerungen einer Neunzigjährigen zusammen. Außerdem vermachte sie dem Historiker Hans-Martin Maurer eine im Familienbesitz befindliche Briefsammlung der Franziska von Hohenheim, die seither als Schenkung im Hauptstaatsarchiv aufbewahrt wird.

## Politik
Daurs politisches Engagement erwuchs aus den Kriegserfahrungen und den damit verbundenen persönlichen Verlusten. Sofort nach der Reaktivierung des Internationalen Versöhnungsbundes nach Kriegsende setzte sie sich unter anderem für eine Eingabe an den Völkerbund mit dem Ziel einer internationalen Friedensordnung ein und warb breit für ihre Umsetzung. An der Seite ihres Mannes, der sich als Pfarrer kirchenpolitisch engagierte und viele Kontakte pflegte, setzte sie sich in der Weimarer Republik vielfältig für Frieden und Verständigung ein. Während des nationalsozialistischen Terrors machte sich das Pfarrerehepaar für verfolgte jüdische Mitbürgerinnen und Mitbürger stark, wie die Stolpersteinverlegung für Elisabeth Stein zeigt. Das Ehepaar Daur war im Widerstand gegen das NS-Regime aktiv und griff nach dem Krieg das Engagement in der Friedensbewegung wieder auf.
Nach dem Zweiten Weltkrieg kandidierte Elisabeth Daur für den Stuttgarter Gemeinderat und gehörte ihm von 1956 bis 1968 an. Erst vertrat sie die GVP (Gesamtdeutsche Volkspartei) und seit 1962 die SPD. Sie engagierte sich in den Ausschüssen Soziales, Schul- und Gesundheitswesen, Jugendamt sowie im Theaterbeirat. Bis 1975 war sie in Möhringen als Bezirksbeirätin tätig und gründete den Möhringer Frauenkreis mit. Aufgrund ihres kommunalpolitischen Engagements sowie ihrer Aktivitäten in der Friedensbewegung erhielt sie 1980 das Bundesverdienstkreuz am Bande.

## Herausgeberschaft
- Rudolf Daur: Wie im Himmel, so auf Erden. Predigten u. Ansprachen. Hrsg.: Elisabeth Daur, Freunde im Bund der Köngener. Steinkopf, Stuttgart 1978, ISBN 978-3-7984-0355-0.